# 래비지 (트랜스포머)
래비지(Ravage)는 트랜스포머 프랜차이즈의 등장인물이자 디셉티콘 미니콘이다. 트랜스포머의 다른 작품, 다른 세계관에서도 등장한다.

## 상세
사운드웨이브에 미니콘 병사이며 변형으로 대부분 재규어 형태이다. 원작 애니메이션에서는 정찰, 정보 수집 역할을 한다. 실사영화 세계관에서는 올스파크 조각을 탈취 하지만 이집트에서 범블비에게 사망한다. 이후 영화 2편 3편 사이 시간대 이야기를 다룬 라이징 스톰에서 알씨 자매들을 기습 공격 한다.

## 성우
- 트랜스포머 G1, 트랜스포머2: 폴른의 복수 - 프랭크 웰커